# Defense Grid: The Awakening
Pour les articles homonymes, voir Awakening.
Defense Grid : The Awakening est un jeu vidéo de type tower defense développé par Hidden Path Entertainment et édité par Aspyr Media, sorti en 2008 sur PC (Windows) et Xbox 360 (XLA). Le jeu possède plusieurs packs de contenu additionnel intitulés Borderlands, You Monster et Containment.
Il a pour suite Defense Grid 2.

## Accueil
- IGN : 8/10[1]